# Ailinglaplap
Ailinglaplap es un atolón compuesto por 56 islas en el océano Pacífico. Es un distrito legislativo de las Islas Marshall, con un área total de 15 km² y una laguna interior de 750 km². 
"Ailinglaplap" significa "isla muy grande". Los tres centros poblacionales más importantes son Woja, Jeh y Boj.
La población del atolón era de 1,959 personas en 1999. El que fuera presidente de las Islas Marshall, Kessai Note nació aquí.
- Datos: Q405165
- Multimedia: Ailinglaplap Atoll / Q405165